# Bernard Kouchner
Bernard Kouchner (Avignone, 1º novembre 1939) è un politico e medico francese.
Di religione ebraica, è uno dei fondatori dell'organizzazione Medici senza frontiere e di Médecins du Monde. È stato ministro della salute sotto Mitterrand e ministro degli affari esteri ed europei dei primi due governi guidati da François Fillon sotto la presidenza di Nicolas Sarkozy.
Professore universitario, è marito di Christine Ockrent, nota giornalista della televisione e della carta stampata francese.

## Biografia

### Attività politica e umanitaria
Dopo aver aderito in gioventù al Partito Comunista Francese (PCF) e aver partecipato ai moti studenteschi del maggio '68, a partire dalla fine degli anni sessanta diventa un simpatizzante del Parti Socialiste (PS). Da allora è considerato  un uomo di sinistra, che tuttavia ha sempre assunto posizioni di grande indipendenza rispetto allo schieramento progressista (e forse è anche per questa ragione che i suoi tentativi di farsi eleggere deputato all'Assemblée Nationale nel 1988, 1993 e 1997 sono stati un insuccesso).
Nel 1971 si reca nel Biafra con l'organizzazione Secours médical français (SMF), che anche grazie al suo contributo si trasformerà in Medici senza frontiere (MSF). Nel 1979 abbandona MSF e fonda Médecins du monde. Personaggio fortemente mediatico, soprattutto dopo una spedizione in Somalia nel 1992, diventa in breve tempo uno dei "french doctors" più noti in patria e all'estero.

### Incarichi di governo e internazionali
Dopo la rielezione del socialista François Mitterrand alla presidenza della Repubblica nel maggio 1988, è chiamato a far parte del nuovo governo in qualità di esponente della società civile. È infatti segretario di Stato presso il ministero degli affari sociali e il lavoro, con l'incarico dell'inserzione sociale nel primo governo di Michel Rocard (dal 13 maggio al 28 giugno 1988).
Segretario di Stato presso il primo ministro, con l'incarico dell'azione umanitaria nel secondo governo di Michel Rocard (dal 28 giugno 1988 al 17 maggio 1991), è stato il primo a suggerire, nel 1991, durante l'attacco aereo di Saddam contro la minoranza curda, il concetto di "droit d'ingérance humanitaire" (diritto d'ingerenza umanitaria). Mise in discussione per la prima volta il principio di sovranità degli Stati e aprì la porta alla stagione degli interventi militari in territori controversi e alla moderna terminologia di "guerra umanitaria" o "missione militare di pace".
Segretario di Stato presso il ministro di Stato, ministro degli affari esteri, con l'incarico dell'azione umanitaria, nel governo di Édith Cresson (dal 17 maggio 1991 al 4 aprile 1992), è stato poi ministro della sanità e dell'azione umanitaria nel governo di Pierre Bérégovoy (dal 4 aprile 1992 al 30 marzo 1993).
Nel 1993 fonda la Fondation pour l'action humanitaire. Nel 1994 è eletto deputato europeo per il PS, ma l'anno successivo aderisce al Parti radical-socialiste (PRS) di cui diventa per breve tempo il portavoce. Nel 1996 si riavvicina al PS, senza tuttavia assumere responsabilità di partito. Si dimette dal Parlamento europeo il 4 giugno 1997, perché nominato segretario di Stato presso il ministero degli affari sociali e il lavoro, con l'incarico della sanità nel governo del socialista Lionel Jospin.
Il 28 luglio 1999 si dimette dal governo, perché designato dal primo ministro Jospin - con l'accordo del presidente della Repubblica Jacques Chirac - alto rappresentante speciale del Segretario generale dell'ONU nel Kosovo. Resterà in carica fino al gennaio 2001.
Il 6 febbraio 2001 rientra nel governo Jospin come ministro delegato presso il ministero del lavoro e della solidarietà, con l'incarico della sanità. Lascia l'incarico il 7 maggio 2002 a seguito della scadenza della legislatura.
Nel 2003 si pronuncia a favore dell'intervento degli USA contro l'Iraq.
Dall'agosto 2005 è rappresentante dell'Unione europea nell'ambito del gruppo internazionale indipendente di esperti incaricato di supportare la commissione d'inchiesta presidenziale sulle violazioni dei diritti dell'uomo nello Sri Lanka.
Nel 2010, il Jerusalem Post ha messo Bernard Kouchner al quindicesimo posto nella lista dei più influenti ebrei al mondo.

### Ministro di Sarkozy
Alle elezioni presidenziali del 2007 sostiene la candidatura della socialista Ségolène Royal, appoggiando allo stesso tempo le idee di superamento dei tradizionali schieramenti espresse sia da François Bayrou che da Nicolas Sarkozy, gli altri due principali candidati alla presidenza. Il 6 maggio 2007 Sarkozy è eletto presidente della Repubblica e decide di nominare un governo di apertura, ossia allargato a personalità autorevoli vicine al PS come, appunto, Bernard Kouchner, che infatti il 18 maggio entra nel nuovo governo di François Fillon come ministro degli affari esteri ed europei. Kouchner è per questo immediatamente espulso dal Partito Socialista.
Nel 2009, il libro Le Monde selon K di Pierre Péan mette in discussione l'immagine pubblica di Kouchner, per gli affari di questo in Africa e in Kosovo, provocando la reazione sdegnata dell'interessato, al quale arriva immediatamente la solidarietà del presidente della Repubblica e del governo.
Lascia il governo il 14 novembre 2010, in occasione di un vasto rimpasto.

## Vita privata
Ha quattro figli: Julien, Camille e Antoine sono nati dal suo primo matrimonio, con Évelyne Pisier, mentre da Christine Ockrent ha avuto Alexander.